# 亲电加成反应
亲电加成反应（EA），简称亲电加成，是亲电试剂（带正电的基团）进攻不饱和键引起的加成反应。反应中，不饱和键（双键或三键）打开，并与另一个底物形成两个新的σ键。亲电加成中最常见的不饱和化合物是烯烃和炔烃，以最简单的烯烃——乙烯为例，它与亲电试剂发生的加成反应可通过下式来描述：

亲电加成有多种机理，包括：碳正离子机理、离子对机理、环鎓离子机理以及三中心过渡态机理。这些机理对过渡态的处理都有不同。除最后一种外，其他机理可通过下图依此表示：
| 碳正离子机理 | 碳正离子机理 |
| 离子对机理   | 离子对机理   |
| 环鎓离子机理 | 环鎓离子机理 |

反应采取哪种机理进行与亲电试剂和不饱和化合物的性质、溶剂的极性和过渡态的稳定性等都有很大关系，一般来说，卤素加成反应中，溴与烯烃的加成反应主要按照环鎓离子中间体机理进行，而氯与烯烃的加成反应主要按照前两种机理进行。这主要是因为两种卤素原子电负性和原子半径不同，溴的孤电子对容易和碳正离子p轨道重叠，而氯则不然。
不同的机理也会产生立体选择性不同的产物。碳正离子机理得到顺式加成和反式加成产物的混合物，离子对机理得到的是顺式加成产物，而环鎓离子机理得到反式加成产物。
对于不对称的亲电加成反应来讲，反应一般符合马氏规则，产物具有区域选择性。但双键碳上连有吸电子基或以有机硼化合物作亲电试剂时，产物是反马氏规则的，例如烯烃与乙硼烷生成烷基硼的反应。
主要的亲电加成反应类型，对于烯烃，主要有：卤素加成反应、氢卤化反应、水合反应、氢化反应、羟汞化反应、硼氢化-氧化反应、Prins反应，以及与硫酸、次卤酸、有机酸、醇和酚的加成反应；对于炔烃，主要有：卤素加成反应、氢卤化反应和水合反应。由于sp碳原子的电负性比sp2碳原子电负性强，与电子结合得更为紧密，故炔烃的亲电加成反应一般比烯烃要慢。
亲电试剂进攻芳香环时，主要发生的不是亲电加成反应，而是亲电芳香取代反应。其他的加成反应主要机理还有亲核加成反应、自由基加成反应和环加成反应。